# À bouche que veux-tu
Albums de Brigitte
Encore
(2012) 1 chef d’orchestre, 12 cordes, 3 cuivres et une flûte
(2015)
Singles
1. À bouche que veux-tu
Sortie : 26 août 2014
2. J'sais pas
Sortie : 13 octobre 2014
3. Le déclin
Sortie : 04 novembre 2014

À bouche que veux-tu, troisième album studio du duo Brigitte est sorti en novembre 2014. À la suite de cet album, le groupe est nommé aux Victoires de la musique 2015, dans la catégorie Artiste interprète féminine de l'année.

## Singles
Le premier single, À bouche que veux-tu, sort le 26 août 2014 en même temps que le clip vidéo, réalisé par Aurélie Saada. Le single reste 26 semaines dans le classement des meilleures ventes de single en France et atteint la 18e place de ce classement la semaine du 17 novembre 2014, semaine au cours de laquelle le duo se produit au Grand Journal avec le single.
Suivront les singles, J'sais pas qui sort le 13 octobre 2014 et Le déclin qui sort le 04 novembre 2014.

## Titre et pochette
À bouche que veux-tu est une expression du XVIIe siècle qui signifie abondamment, à profusion. 
Les illustrations de la pochette et du livret de l'album sont signées Delphine Cauly.

## Accueil critique
L'accueil de la presse généraliste est assez bon. Les Inrocks attribue la note de 4/5 à l'album en soulignant « l’écriture pleine d’aplomb et de malice » du duo. Alexia Farry du magazine Lui évoque, elle, « un hommage piquant et sucré aux divas des années 1970 et à toutes les femmes ». Rania Hoballah de Metronews décrit de son côté un disque « sensuel et dansant ».
Valérie Lehoux de Télérama constate, elle, que « ce disque-ci n'a pas pour objet de nous faire réfléchir, ni de nous émouvoir. Juste de nous mouvoir »".

## Liste des titres
Toutes les chansons sont écrites et composées par Aurélie Saada et Sylvie Hoarau. 
1. "L’échappée belle" – 6:04
2. "À bouche que veux-tu" – 6:25
3. "J'sais pas" – 2:52
4. "Oh Charlie chéri" – 3:51
5. "Le déclin" – 4:33
6. "Embrassez-vous" – 4:43
7. "Hier encore" – 5:09
8. "Les filles ne pleurent pas" – 4:28
9. "Le perchoir" – 4:06
10. "Plurielle" – 4:27

## Classements et certifications

### Classement hebdomadaire
| Classement (2013-2015)       | Meilleure position |
| ---------------------------- | ------------------ |
| Belgique (Ultratop)          | 23                 |
| France (SNEP)                | 7                  |
| Suisse (Schweizer Hitparade) | 39                 |

### Certifications
| Pays          | Certification |
| ------------- | ------------- |
| France (SNEP) | 2 × Platine   |